# Клементина Австрийская
Мария Клементина Франциска Йозефа (нем. Maria Klementine Franziska Josepha von Österreich, 1 марта 1798, Вена — 3 сентября 1881, Шантийи) — австрийская эрцгерцогиня, в браке — принцесса Салерно, супруга принца Леопольда Бурбон-Сицилийского, принца Салерно.

## Биография
Клементина родилась в Вене, в Королевском дворце Хофбург — зимней резиденции её родителей — императора Священной Римской империи (позже австрийский император) Франца II и его второй супруги Марии Терезы Бурбон-Неаполитанской.
Среди её братьев и сестер были Мария Луиза, вторая супруга императора Франции Наполеона I, Фердинанд I, император Австрии, Мария Леопольдина, императрица Бразилии, Мария Каролина, наследная принцесса Саксонии.
Мать эрцгерцогини умерла в 1807 году.

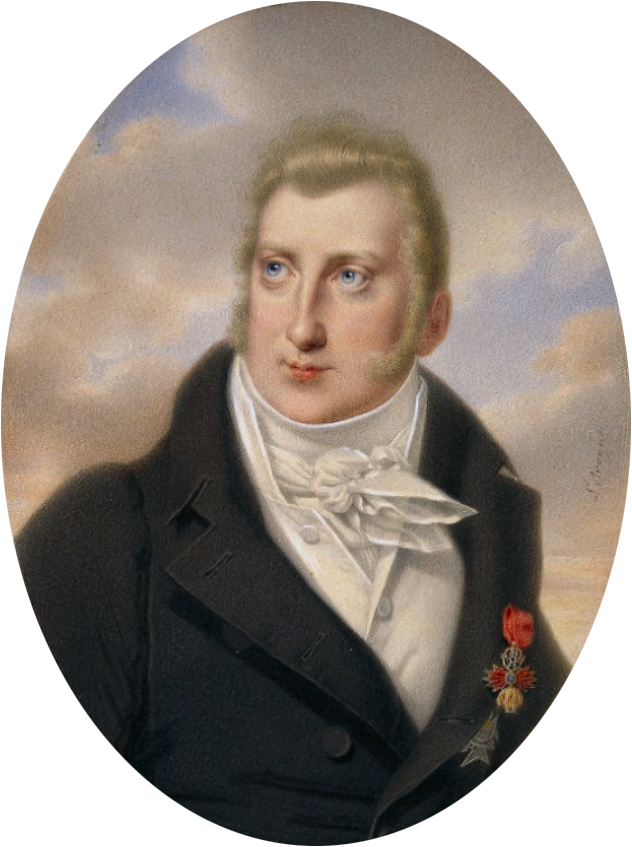
Леопольд, принц Салерно.

Клементина вышла замуж 28 июля 1816 года во Дворце Шёнбрунн за сицилийского принца Леопольда, принца Салерно, который приходился ей родным дядей. Он — младший сын короля Обеих Сицилий Фердинанда I и его супруги Марии Каролины Австрийской, дочери императора Франца I и Марии Терезии.
В браке родилось четверо детей, из которых выжила лишь одна дочь, принцесса Мария Каролина (1822—1869) — будущая супруга принца Генриха Орлеанского, герцога Омальского, младшего сына французского короля Луи Филиппа I. Благодаря этому браку у принцессы было четверо внуков, из которых до совершеннолетия дожили двое, но умерли рано и не оставили потомков.
После смерти мужа в 1851 году она переселилась в дом своего зятя принца Генриха, где проживала даже после смерти дочери (1869) и вплоть до своей смерти.
Клементина умерла в 1881 году в возрасте 83 лет. Похоронена в монастыре Санта-Кьяра.
Была Дамой Благороднейшего ордена Звёздного креста.

## Титулы
- 1 марта 1798 — 11 августа 1804 Её Королевское Высочество Эрцгерцогиня Австрийская
- 11 августа 1804 — 28 июля 1816 Её Императорское и Королевское Высочество Эрцгерцогиня Австрийская
- 28 июля 1816 — 10 марта 1851 Её Императорское и Королевское Высочество Принцесса Салерно
- 10 марта 1851 — 3 сентября 1881 Её Императорское и Королевское Высочество Вдовствующая принцесса Салерно